# Verraad van Lier

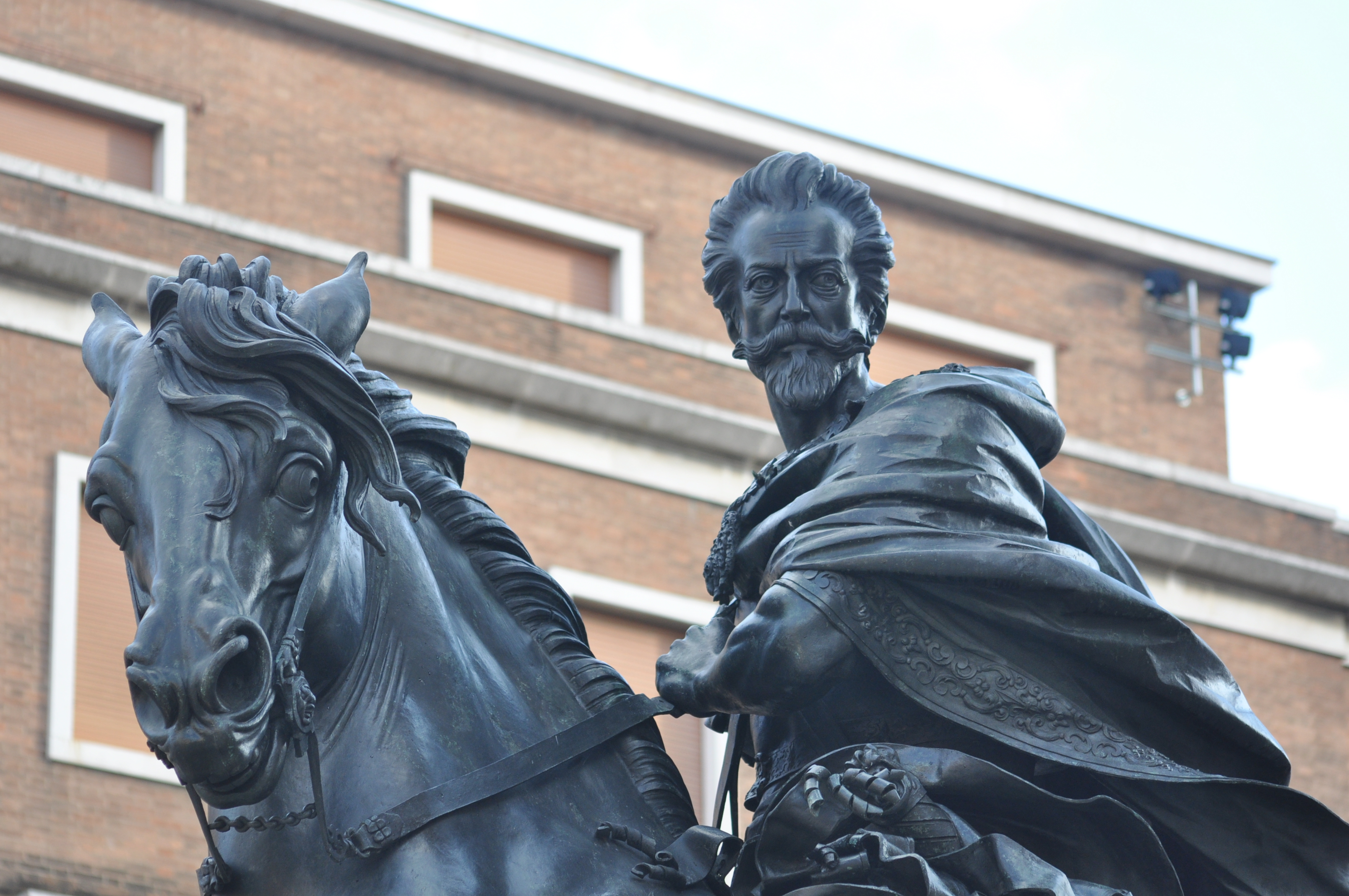
Standbeeld van Alexander Farnese.

Het Verraad van Lier of de Reductie van Lier (afhankelijk van oogpunt) gebeurde op 2 augustus 1582 tijdens de Tachtigjarige Oorlog. Een Staatse kapitein verried het garnizoen door de koninklijke troepen binnen te laten en de stad uit te leveren aan de koningsgezinden.

## Voorgaande
In 1577 verlieten de Spaanse troepen Lier als gevolg van het Eeuwig Edict (1577), waarna de stad een Staats garnizoen kreeg. De katholieken werd na een tijd de uitoefening van hun godsdienst verboden, en de Lierse kerken werden verscheidene malen geplunderd in de volgende jaren.

## Het verraad
In 1582 bevond zich een Hollands garnizoen in Lier, waarover Johannes van Heetvelde, een Antwerpse edelman, als gouverneur en schout was aangesteld. Er was destijds ook een vendel Schotten gelegerd onder bevel van kapitein William Semple (of Sempill), die met de Staten ruzie had over soldij. Hij wilde daarom de stad aan de prins van Parma uitleveren en onderhandelde met hem in het geheim. De kapitein vroeg Heetvelde op 1 augustus om extra troepen om de Spanjaarden aan te vallen en kreeg daarvoor 30 mannen bovenop zijn eigen Schotten. Vervolgens vertrok kapitein Semple door de Leuvensepoort en liet zijn soldaten rusten in een kerk in dorp vlakbij, waar hij zijn Schotten de manschappen van de gouverneur liet vangen en vastbinden. Kapitein Semple ontmoette Claudius van Berlaymont (heer van Haultepenne, die het jaar ervoor Breda had ingenomen) en samen met diens troepen gingen ze terug naar Lier, de gevangenen achteraan. De volgende dag om 3 uur 's morgens vroegen ze toegang tot de stad bij het poorthuis, dat bemand was door soldaten van luitenant Semple, broer van kapitein Semple. De op wacht zijnde kapitein Cornelis Krickaerts, die niets vermoedde aangezien de Schotse troepen zich altijd uitstekend hadden gedragen, opende de buitenste winket. Daarop staken de koningsgezinde troepen Krickaerts en de poortwachters neer en betraden de poort.
Een van de gevangenen wist los te raken en te vluchten, zwom over de gracht en beklom de Fransmanstoren, terwijl hij waarschuwend "Alarm, alarm!" riep. Op deze kreet ontnamen luitenant Semple en zijn troepen de burgerwachters de sleutels van de andere winketten om deze te openen en zo stil mogelijk kapitein Semple en Berlaymont de stad binnen te laten. Eenmaal in de stad bliezen zij de trompetten en de ruiters van Berlaymont schakelden al snel de burgerwacht uit, die zich niet op tijd in stelling kon brengen. In het strijdgewoel dat volgde sneuvelden soldaten en (ongewapende) burgers. De Staatsen waaronder gouverneur Heetvelde trachtten zo snel mogelijk Lier te ontvluchten, sommigen door de gracht over te zwemmen. De stad werd geplunderd en de burgers op rantsoen gesteld.

## Nasleep
Kort nadat Lier was ingenomen, werd de Roomse godsdienst hersteld. Kapitein Semple vertrok naar Namen voor een bezoek aan de prins van Parma, om vervolgens in Spanje rijkelijk beloond te worden voor zijn daden. In 1595 trachtte Charles de Héraugière Lier voor voor Staatse partij te heroveren, maar in de Lierse Furie wisten de inwoners van Lier met Antwerpse en Mechelse hulp het Staatse leger te verdrijven.